# Мер Афін

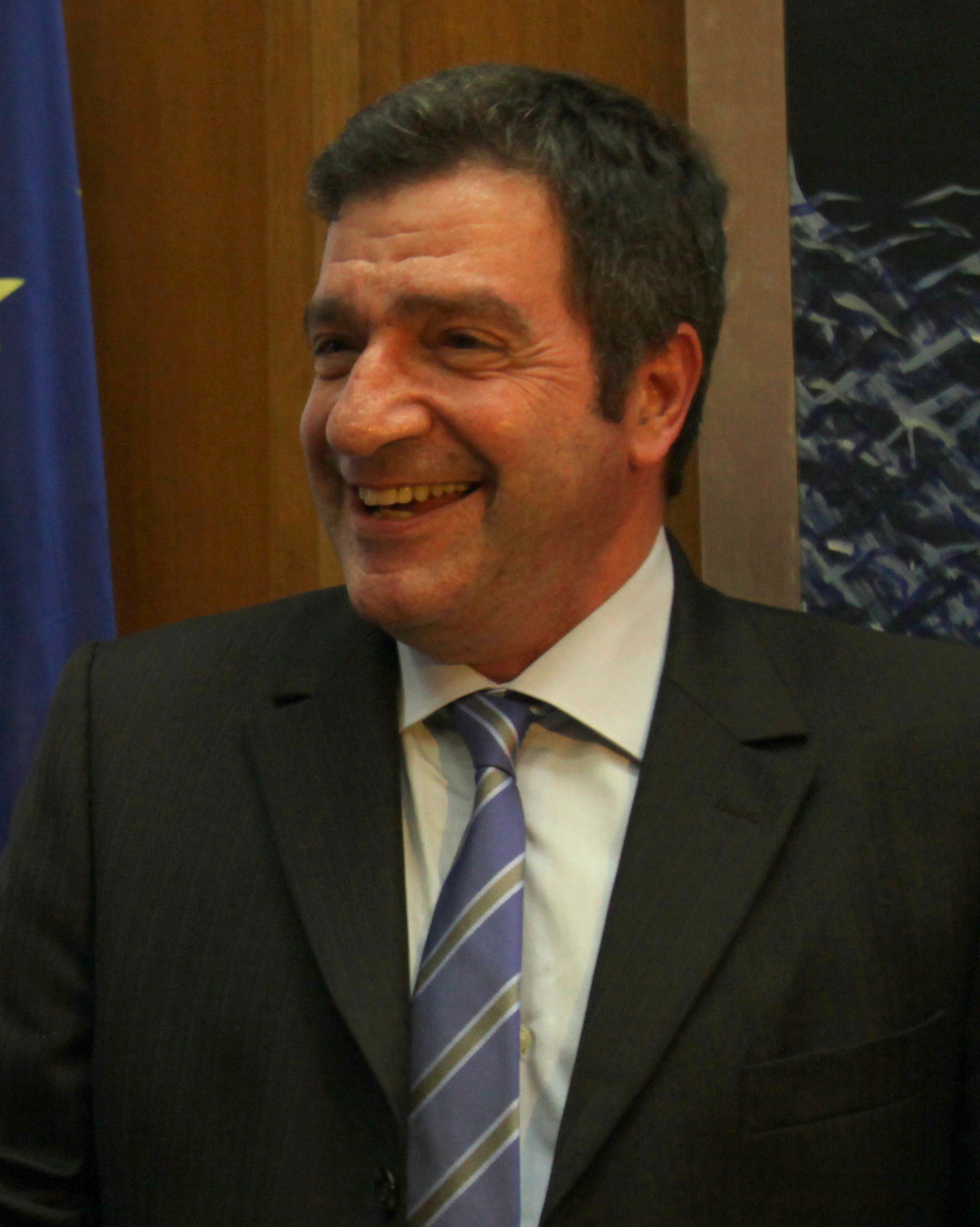
Йоргос Камініс, мер Афін з 2010 року.

Мер Афін — голова Ради муніципалітету Афіни.

## 19 століття
| #    | Ім’я                      | Початок повноважень | Кінець повноважень |
| ---- | ------------------------- | ------------------- | ------------------ |
| 1    | Анаргірос Петракіс        | 5 травня 1836       | 25 січня 1837      |
| 2    | Ангелос Геронтас          | 26 січня 1837       | 10 червня 1837     |
| 3    | Дімітріос Калліфронас     | 11 червня 1837      | 7 липня 1837       |
| 4    | Ангелос Геронтас          | 6 липня 1840        | 5 вересня 1840     |
| 5    | Дімітріос Калліфронас     | 6 вересня 1840      | 15 березня 1841    |
| 6    | Дімітріос Місараліотіс    | 16 березня 1841     | 15 серпня 1841     |
| 7    | Анаргірос Петракіс        | 16 серпня 1841      | 20 жовтня 1843     |
| 8    | Спіридон Венізелос        | 21 жовтня 1843      | 20 січня 1845      |
| 9    | Спіридон Венізелос        | 21 січня 1845       | 11 травня 1847     |
| 10   | Спіридон Венізелос        | 12 травня 1847      | 11 листопада 1850  |
| 11   | Ніколаос Захаратіс        | 12 листопада 1850   | 28 серпня 1851     |
| 12   | Іоанніс Коніаріс          | 29 серпня 1851      | 22 листопада 1853  |
| 13   | Іоанніс Коніаріс          | 23 листопада 1853   | 13 листопада 1854  |
| 14   | Константінос Галатіс      | 14 листопада 1854   | 7 червня 1855      |
| 15   | Константінос Галатіс      | 19 березня 1855     | 27 жовтня 1857     |
| 16   | Спіридон Венізелос        | 25 березня 1857     | 3 грудня 1857      |
| 17   | Георгіос Скуфос           | 4 грудня 1857       | 13 листопада 1861  |
| 18   | Георгіос Скуфос           | 14 листопада 1861   | 12 жовтня 1862     |
| 19   | Еммануїл Куцикаріс        | 13 жовтня 1862      | 27 серпня 1865     |
| 20   | Перікліс Захаріцас        | 28 серпня 1865      | 21 квітня 1866     |
| 21st | Георгіос Скуфос           | 22 квітня 1866      | 21 квітня 1870     |
| 22   | Панаїс Кіріакос           | 22 квітня 1870      | 23 квітня 1874     |
| 23   | Панаїс Кіріакос           | 24 квітня 1874      | 10 травня 1879     |
| 24   | Дімітріос Суцос           | 11 травня 1879      | 30 вересня 1883    |
| 25   | Дімітріос Суцос           | 1 жовтня 1883       | 30 вересня 1887    |
| 26   | Трасівулос Папалександріс | 1 жовтня 1887       | 16 грудня 1887     |
| 27   | Тімолеон Філімон          | 17 грудня 1887      | 30 вересня 1891    |
| 28   | Міхаїл Мелас              | 1 жовтня 1891       | 31 жовтня 1894     |
| 29   | Дімітріос Сілівріотіс     | 1 листопада 1894    | 30 листопада 1895  |
| 30   | Ламброс Калліфронас       | 1 грудня 1895       | 11 вересня 1899    |
| 31   | Спіридон Меркуріс         | 12 вересня 1899     | 30 грудня 1903     |

## 20 століття
| #    | Ім’я                     | Початок повноважень | Кінець повноважень |
| ---- | ------------------------ | ------------------- | ------------------ |
| 32   | Спіридон Меркуріс        | 31 грудня 1903      | 30 вересня 1907    |
| 33   | Спіридон Меркуріс        | 1 жовтня 1907       | 30 вересня 1911    |
| 34   | Спіридон Меркуріс        | 1 жовтня 1911       | 31 березня 1914    |
| 35   | Еммануїл Бенакіс         | 1 квітня 1914       | 25 вересня 1919    |
| 35   | Георгіос Цогас           | 26 листопада 1917   | 8 липня 1919       |
| 36   | Спіридон Паціс           | 9 липня 1919        | 2 листопада 1920   |
| 37   | Георгіос Цогас           | 26 листопада 1920   | 20 вересня 1922    |
| 38   | Спіридон Паціс           | 21 вересня 1922     | 30 листопада 1925  |
| 39   | Спіридон Паціс           | 1 грудня 1925       | 31 серпня 1929     |
| 40   | Спіридон Меркуріс        | 1 вересня 1929      | 31 березня 1934    |
| 41   | Константінос Котзіас     | 1 квітня 1934       | 15 вересня 1936    |
| 42   | Амбросіос Плітас         | 16 вересня 1936     | 10 травня 1941     |
| 43   | Константінос Мермігас    | 11 травня 1941      | 1 серпня 1941      |
| 44   | Ангелос Георгатос        | 2 серпня 1941       | 19 серпня 1941     |
| 45   | Ангелос Георгатос        | 20 серпня 1941      | 11 жовтня 1944     |
| 46   | Аристидіс Склірос        | 12 жовтня 1944      | 17 травня 1946     |
| 47   | Іоанніс Пітсікас         | 18 травня 1946      | 17 серпня 1950     |
| 48   | Антоніос Рагусіс         | 18 серпня 1950      | 19 травня 1951     |
| 49   | Константінос Котзіас     | 20 травня 1951      | 6 липня 1951       |
| 50   | Константінос Ніколопулос | 7 липня 1951        | 11 липня 1951      |
| 51st | Константінос Котзіас     | 12 липня 1951       | 8 грудня 1951      |
| 52   | Константінос Деліянніс   | 9 грудня 1951       | 17 грудня 1951     |
| 53   | Константінос Ніколопулос | 18 грудня 1951      | 12 лютого 1955     |
| 54   | Павсаніас Кацотас        | 13 лютого 1955      | 8 жовтня 1955      |
| 55   | Фокіон Теодоропулос      | 9 жовтня 1955       | 14 жовтня 1955     |
| 56   | Павсаніас Кацотас        | 15 жовтня 1955      | 20 грудня 1955     |
| 57   | Фокіон Теодоропулос      | 21 грудня 1955      | 30 грудня 1955     |
| 58   | Павсаніас Кацотас        | 31 грудня 1955      | 2 лютого 1956      |
| 59   | Алексарос Магріпліс      | 2 лютого 1956       | 10 лютого 1956     |
| 60   | Павсаніас Кацотас        | 10 лютого 1956      | 28 червня 1959     |
| 61   | Ангелос Цукалас          | 29 червня 1959      | 5 червня 1964      |
| 62   | Іоанніс Папаконстантіну  | 6 червня 1964       | 14 вересня 1964    |
| 63   | Георгіос Плітас          | 15 вересня 1964     | 9 грудня 1967      |
| 64   | Дімітріос Ріцос          | 10 грудня 1967      | 17 грудня 1967     |
| 65   | Дімітріос Ріцос          | 18 грудня 1967      | 17 вересня 1974    |
| 66   | Константінос Даррас      | 25 вересня 1974     | 1 червня 1975      |
| 67   | Іоанніс Папатеодору      | 6 червня 1975       | 31 грудня 1978     |
| 68   | Дімітріос Беїс           | 1 січня 1979        | 31 грудня 1986     |
| 69   | Мільтіадіс Еверт         | 1 січня 1987        | 14 травня 1989     |
| 70   | Ніколаос Ятракос         | 15 травня 1989      | 31 грудня 1990     |
| 71st | Антоніс Тріціс           | 1 січня 1991        | 7 квітня 1992      |
| 72   | Леонідас Куріс           | 22 квітня 1992      | 31 грудня 1994     |
| 73   | Дімітріс Аврамопулос     | 1 січня 1995        | 31 грудня 1998     |
| 74   | Дімітріс Аврамопулос     | 1 січня 1999        | 31 грудня 2002     |

## 21 століття
| #  | Ім’я               | Початок повноважень | Кінець повноважень |
| -- | ------------------ | ------------------- | ------------------ |
| 75 | Дора Бакоянні      | 1 січня 2003        | 14 лютого 2006     |
| 75 | Фотіні Піліпі      | 15 лютого 2006      | 22 лютого 2006     |
| 76 | Теодорос Беракіс   | 23 лютого 2006      | 31 грудня 2006     |
| 77 | Нікітас Какламаніс | 1 січня 2007        | 31 грудня 2010     |
| 78 | Йоргос Камініс     | 31 грудня 2010      | —                  |